# Artner Edgár
Artner Edgár (Budapest, 1895. június 20. – Budapest, 1972. augusztus 12.) római katolikus pap, egyetemi tanár.

## Életútja
A középiskoláit és a teológiát Budapesten végezte. 1918. május 17-én szentelték pappá. Budapesten volt hitoktató 1920-ig, majd teológiai doktorátust szerzett. A budapesti V. kerületi főreáliskola hittanára volt. 1923 és 1925 között ösztöndíjasként tanult a Római Magyar Történeti Intézetben. 1925. július 11-én a budapesti Pázmány Péter Tudományegyetem Katolikus Hittudományi  Kara A római egyház régiségei tárgykörben magántanárrá képesítette. A Központi Papnevelő Intézet tanulmányi felügyelője, majd 1936-ban az intézet tanára lett. 1942-től 1950-ig az ókeresztény egyház- és dogmatörténet nyilvános rendes tanára, majd 1950-59 között ugyanez a Hittudományi Akadémián. Eközben 1948-49 között budapesti Pázmány Péter Tudományegyetem Hittudományi Karának dékánja, 1949-50 között pedig prodékánja. 1959-ben politikai okokból nyugdíjazták. 1954-ben címzetes apáti, 1959-ben pápai kamarási címet kapott. Unokaöccse, Artner Péter, jelenleg a Pázmány Péter Katolikus Egyetem tanszékvezetője, habilitált docens.

## Művei
- Az egyházi évnek, ünnepeinek és szertartásainak kimerítő leírása és magyarázata a művelt közönség számára Archiválva 2018. október 28-i dátummal a Wayback Machine-ben. Budapest, 1923.
- Az ősegyház kommunizmusa. Budapest, 1923.
- Magyarország és az Apostoli Szentszék viszonya a mohácsi vészt megelőző években. 1521-1526. Budapest, 1926.
- Egyház és történelem Az isteni és emberi elem megnyilatkozása az Egyház történetében Archiválva 2018. október 28-i dátummal a Wayback Machine-ben. Budapest, 1926.
- Római útikalauz a magyar közönség számára. Bangha Bélával. Budapest, 1934.
- A Hittudományi Kar története Hermann Egyeddel. Budapest, 1935.
- Egyháztörténelem. Előadásai alapján jegyzetelte Bozzay Imre. Budapest, 1935.
- Ókeresztény egyház- és dogmatörténet. I. Budapest, 1946.
- A keresztény. ókor régiségei. (Emlékeink nyomában). Budapest, 1958.
- Egyház és dogmatörténet (2-7. köt.) 1949-57.
- Ókeresztény egyházi földrajz (kézirat).